# Chlorid thionylu
Chlorid thionylu je bezbarvá páchnoucí kapalina. Jeho vzorec je SOCl2, je tedy podobný vzorci fosgenu, pouze má místo uhlíku síru. Mohl by se též nazývat thionylchlorid.
Jeho vzorec se dá odvodit ze vzorce kyseliny siřičité, v níž jsou obě dvě skupiny OH nahrazeny atomy chloru. Ve vodě se rozkládá na oxid siřičitý a chlorovodík. Rovnice reakce je SOCl2 + H2O → SO2 + 2 HCl.

## Vznik chloridu thionylu
Chlorid thionylu vzniká několika způsoby:
- 1. reakce chloridu fosforečného a oxidu siřičitého:

PCl5 + SO2 → POCl3 + SOCl2
- 2. reakce oxidu sírového a chloridu sirnatého:

SO3 + SCl2 → SOCl2 + SO2
- 3. reakce oxidu siřičitého, chloridu sirnatého a chloru:

SO2 + Cl2 + SCl2 → 2SOCl2
- 4. reakce oxidu sírového, chloru a chloridu sirnatého:

SO3 + Cl2 + 2SCl2 → 3SOCl2